# Tullgrenella quadripunctata
Tullgrenella quadripunctata là một loài nhện trong họ Salticidae.
Loài này thuộc chi Tullgrenella. Tullgrenella quadripunctata được Cândido Firmino de Mello-Leitão miêu tả năm 1944.